# 金鱼胡同
39°54′56″N 116°24′52″E / 39.9155613°N 116.4144328°E
金鱼胡同是位于中国北京市东城区西部的一条胡同。现已拓宽为交通干道。

## 简介

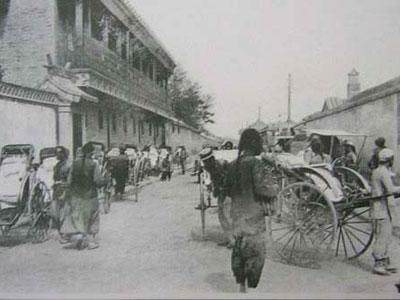
旧时的金鱼胡同，约摄于清末

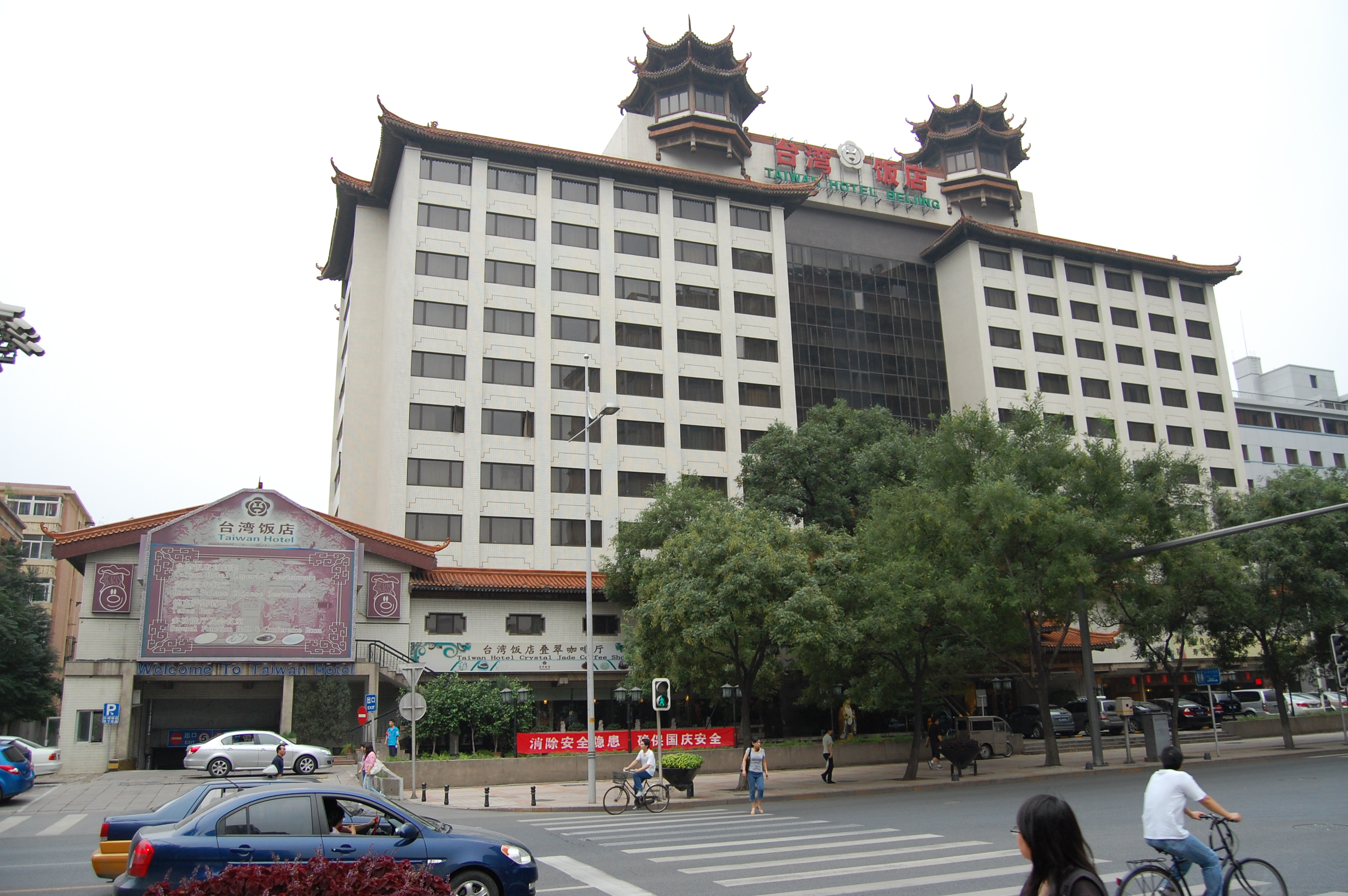
台湾饭店，该建筑已于2010年拆除，原址现为北京华尔道夫酒店

金鱼胡同东起东单北大街，西到王府井大街。明朝时，该胡同已出现。文化大革命中，一度改称“瑞金路九条”。后来复名“金鱼胡同”。胡同西口与王府井大街相接，旧日有东安市场、福寿堂饭庄、同泰号南货庄、亚细亚药店、吉祥戏院、芮克电影院、济众医院等。 
胡同内有清朝末年大学士那桐的府第，俗称“那家花园”。花园中有一座不大的室内戏台，自清朝至中华民国，一直是上演堂会戏之处。
1912年，孙中山第二次到北京与袁世凯商议国事，同年8月29日，国务院各总长在那家花园举行宴会，欢迎孙中山。同年9月11日晚，载沣受隆裕太后之命，在那家花园举行了欢迎会，欢迎孙中山、黄兴、陈其美，由贝子溥伦代表主持，清皇室大约百人参加。
1917年，大总统黎元洪当政时，为欢迎陆荣廷，北京军警各界在那家花园演戏招待。陆荣廷亲自点谭鑫培和梅兰芳合演《武家坡》。当时谭鑫培卧病在床，其家人说了很多好话，但陆荣廷闻知后大怒，一定要谭鑫培演出。谭鑫培只好带病改演《洪羊洞》，谭鑫培饰杨延昭。演出结束后，谭鑫培因郁闷，病上加病，一病不起，最终逝世。
抗日战争时期，日军占领北平后，日本驻华使馆也借这里唱堂会待客。中华民国时，这里为陆海军联欢会社。
1949年后，那家花园被出售给中国人民解放军空军机关。1988年，和平宾馆、王府饭店扩建，将半条金鱼胡同拆除，那家花园也遭到拆除，今仅存一个小院。如今金鱼胡同道路十分宽阔，街道两旁有台湾饭店、和平宾馆、王府饭店等许多高档饭店，成为北京市内饭店集中之处。 
2021年12月31日，位于金鱼胡同西口的北京地铁8号线金鱼胡同站开通。

## 沿路建筑物
| 金鱼胡同南侧        | 金鱼胡同南侧                              | 金鱼胡同南侧 | ↑ 西 金 鱼 胡 同 东 ↓ | 金鱼胡同北侧 | 金鱼胡同北侧       | 金鱼胡同北侧        |
| 门牌号              | 建筑物、场所或单位                        | 图片         | ↑ 西 金 鱼 胡 同 东 ↓ | 图片         | 建筑物、场所或单位 | 门牌号              |
| ------------------- | ----------------------------------------- | ------------ | --------------------- | ------------ | ------------------ | ------------------- |
| （王府井大街138号） | 北京apm                                   |              | ↑ 西 金 鱼 胡 同 东 ↓ |              | 北京王府井银泰in88 | （王府井大街88号）  |
| （王府井东街8号）   | 澳门中心                                  |              | ↑ 西 金 鱼 胡 同 东 ↓ |              | 建国璞隐酒店       | 19号                |
| 18号                | 丽苑公寓                                  |              | ↑ 西 金 鱼 胡 同 东 ↓ |              | 北京华尔道夫酒店   | 5-15号              |
| 12号                | 止观小馆                                  |              | ↑ 西 金 鱼 胡 同 东 ↓ |              | 北京诺富特和平宾馆 | 3号                 |
| 10号                | 东城区教育融媒体中心                      |              | ↑ 西 金 鱼 胡 同 东 ↓ |              | 北京诺富特和平宾馆 | 3号                 |
| 8号                 | 王府半岛酒店                              |              | ↑ 西 金 鱼 胡 同 东 ↓ |              | 北京诺富特和平宾馆 | 3号                 |
| （东单北大街1号）   | 国旅大厦 （中国旅游集团旅行服务有限公司） |              | ↑ 西 金 鱼 胡 同 东 ↓ |              | 北计大楼           | （东四南大街249号） |